# Cryptochironomus tamayoroi
Cryptochironomus tamayoroi är en tvåvingeart som beskrevs av Sasa 1983. Cryptochironomus tamayoroi ingår i släktet Cryptochironomus och familjen fjädermyggor. Inga underarter finns listade i Catalogue of Life.